# Policijski zvezek
Policijski zvezek, žepni zvezek ali PNB je zvezek, ki ga uporabljajo policisti v Združenem kraljestvu za uradno beleženje podrobnosti in nezgod, ko so na patrulji. Uporabo nadzirajo številne smernice, saj so informacije, ki so vključene v PNB dopustne tudi na sodišču. Policist jih bo uporabil, da bo z njim osvežil svoj spomin med podajanjem dokazov in za podporo njihovih izjav. 

### Postopek
Policijskega zvezka ni potrebno uporabljati vsem policistom, še posebej ne tistim, ki imajo administrativno vlogo. Prav tako ni potrebno uporabljati PNB-ja tistim policistom, ki delajo v priporih ali tistim, ki so vključeni v usposabljanje. Višji policijski uradniki in tisti, ki so zaposleni na višjih položajih so ravno tako izvzeti iz vodenja policijskega zvezka.